# 寶安商會學校
寶安商會學校（英語：Po On Commercial Association Primary School）建於1963年, 由辦學團體寶安商會創辦，是該團體在港所辦四所學校中的第一所。位於香港九龍大坑東棠蔭街13號。該校至2006年結束，校舍則與毗鄰之大坑東宣道小學合併而繼續使用。

## 辦學宗旨
該校秉承先賢立己立人的精神，以興學育才，辦校助學，惠澤同胞學子為任。
除引導學生明理上進、奉公守法外，更致力培育其德行，啟發其潛能，使成學行 俱優，才德兼備之人材，將來貢獻社會，造福人群。
為此，該校秉承寶安商會辦學校訓「敬 遜 時 敏」為綱，教育學生：
(一) 專心致志，愛己敬人；
(二) 謙遜自守，廉潔自持；
(三) 與時並進，自強不息；
(四) 慎思敏行，關懷社群。

## 歷史簡介
1959年趙聿修公組織建校委員會, 申請政府津貼27萬, 貸款16萬, 自籌得12萬, 共55萬, 建寶安商會學校。
1962年8月30日該校舉行奠基典禮, 由寶安商會主席趙聿修先生主持。
1963年12月5日, 寶安商會學校舉行開幕典禮, 由教育司唐露曉司憲主禮。該校至2006年結束, 共43年歷史。

## 歷任校長
袁紹燊校長
徐啟康校長
譚天鈞校長
鄺文偉校長
雷寶嫦校長（寶安商會學校結束後，轉任寶安商會溫浩根小學校長）

## 外部連結
- 寶安商會學校 Po On Commercial Association Primary School Facebook 校友主群組